# 大石吉彦
大石 吉彦（おおいし よしひこ、1963年5月4日 - ）は、日本の警察官僚。第97代警視総監。

## 人物・来歴
静岡県静岡市出身。静岡県立静岡高等学校、東京大学法学部卒業、警察庁入庁。警察庁警備局警備企画課危機管理企画官、内閣官房内閣参事官、警察庁警備局警備課長を経て、2012年安倍晋三内閣総理大臣秘書官。2019年、警察庁警備局長。2021年9月16日、警視総監。2022年9月に実施された故安倍晋三国葬儀について大石は、警察として安倍晋三銃撃事件を防げなかったことを踏まえ、「国葬儀の警備は、警視庁、ひいては警察の存在意義そのものが問われる」と述べた。2022年10月6日、警視総監退任。安倍晋三銃撃事件を受けた事実上の引責辞任と見られる。
2023年4月1日付で富士通の執行役員SEVPに就任した。